# رخلة
رخلة بلدة سورية تابعة منطقة قطنا في محافظة ريف دمشق، سوريا، وهي من قرى جبل حرمون (جبل الشيخ). تقع شرق الحدود السورية اللبنانية، على ارتفاع يتراوح بين 1450م و 1550 م عن سطح البحر. في قرية رخلة مدرسة ابتدائية تحمل اسم الشهيد إسماعيل علي أبو خير، وفيها مخفر ومستوصف صحي. معظم سكانها يعملون بالزراعة والوظائف الرسمية والتجارة وتربية المواشي.
توجد بالقرب منها بعض الآثار الرومانية القديمة والبيزنطية، وهي تتمتع بمقومات سياحية واعدة؛ إذ أن وجود أحراش للسنديان والبلوط على جبال القرية وسفوحها يشجع على إقامة سياحة بيئية، إلى جانب ذلك فهواؤها جاف ونظيف كونه يهب من ناحية الغرب، ناهيك عن أن معظم المزارعين يعتمدون طريقة الزراعة العضوية التقليدية مما يوفر منتجات خالية إلى حد كبير من مخاطر التلوث.
شتاء القرية بارد وسماكة الثلوج مرتفعة مقارنة بالقرى المجاورة، أما الصيف فهو معتدل ولا تتجاوز فيه درجات الحرارة العظمى أكثر من 27 درجة.
أقرب القرى إليها بلدة برقش السورية و كفر قوق اللبنانية.

## خصائص السكان
يصل عدد سكان بلدة رخلة إلى نحو 368 نسمة وفقًا لإحصائيّات الجهاز المركزي السوري للإحصاء في تعداد عام 2004. وأغلبية السكان هم من طائفة الموحدين الدروز، وتُعدّ عائلة أبو الخير هي أكبر عائلات البلدة.

## التاريخ القديم
عُرفت بلدة رخلة في العصور القديمة المتأخرة باسم زينوبوليس (باليونانية: Ζηνούπονος)، وفي نهاية القرن الخامس الميلادي أصبحت رخلة مدينة وأسقفية تابعة لمقاطعة فينيقيا باراليا الرومانية.  كذلك تُعتبر منطقة رخلة أحد المواقع المُحتملة لأسقفية "راشليا" المدرجة في قائمة الكراسي الفخرية للكنيسة الكاثوليكية، إذ تحدث الراهب والمؤرخ لو كوين في كتاباته عن أسقفية راشلين (باللاتينية Rachlenorum، اليونانية Ραχlectηνῶν) كما سمّاها، فذكر أنه خلال المجمع الكنسي الإقليمي الذي عقد في مدينة صور عام 518، كان الأب إلياس يخاطب باعتباره أسقف زينوبوليس، وأن أعمال مجمع القسطنطينية الثاني سنة 553 كانت موقعة باسم أنسطاسيوس أسقف الراشلين في ولاية الصوريين.

## بقايا البلدة القديمة
عثر الأثريون في بلدة رخلة على بقايا معبدين رومانيين فينيقيين ضمن مجموعة معابد منطقة جبل الشيخ. وبينما نُحت المعبد الأصغر حجمًا من الصخر، كان المعبد الآخر الأكبر حجمًا مبنيًّا من كتل هائلة من الحجر الجيري بلغت أبعادها 82.5 قدمًا (25.1 مترًا) في 57 قدمًا (17 مترًا)، ومن المُحتمل أن يكون المعبد الكبير قد استخدم ككنيسة. يتميز المعبد الكبير بصفين من الأعمدة الأيونية الممتدة على طول الجدران من المدخل والتي تقود إلى مذبح نصف دائري. أحد جدران المعبد مزين بنقش بارز لوجه الإله بعل إله الشمس، داخل إكليل يبلغ قطره 40 بوصة (100 سم) ويقع بمحاذاة جبل حرمون. هناك حجران يقعان بالقرب من بوابة المعبد نُقشت عليهما صورًا لطائر بأجنحة ممدودة يُعتقد أنها كانت جزءًا من عتب المعبد. وصف الأثريّ والمؤرخ إدوارد روبنسون المنحوتات في هذا المعبد عند زيارة الموقع في عام 1852 بأنها ذات طابع آشوري، ورجّح أيضًا أن تكون الكتل الحجرية كانت قد جُلبت إلى موقع المعبد من مسافة بعيدة، وأن تاريخ بناء هذه المعابد يعود على الأرجح إلى ما قبل العصر المسيحي بقرون عديدة، كما لاحظ أيضًا عدة نقوش يونانية وأخذ منها بعض النسخ.
تدعم المعلومات الكتابية المستمدة من النقوش الموجودة في معابد رخلة وجود مستوطنة محلية في المنطقة وتعطي تفاصيل عن أسماء ومناصب مسؤولي المعبد. يُستهلّ أحد هذه النصوص بدعاء "الحظ السعيد". ومن المعروف أيضًا من النقوش أن إلهة البحر اليونانية، ليوكوثيا، كانت تُعبد في هذا المعبد بدءًا من عام 60 م. ويظهر اثنان من النصوص أن المسؤولين عن المعبد كانوا يتمتعون بسلطات غير محدودة، كما يشرحان تفاصيل ترميم المعبد والأموال المُستخدمة في عمليّات الترميم، مما يعني ضمنيًا أنهم كانوا يمتلكون عقارات أو أصولًا تدر فوائد. جاء في هذه النصوص أيضًا إن المبنى الذي شُيد في عام 253 م قد تكفل الإلهة بنفقاته عن طريق الأموال المأخوذة من الفوائد. كما قام أمناء المعبد بتمويل عمل باب جديد للمعبد في عام 379 م. وقد لوحظ وجود عدد قليل من المقابر والكهوف الصخرية الأخرى في جميع أنحاء المنطقة.